# Yahya Abdul-Mateen II
Yahya Abdul-Mateen II   (Nova Orleans, 15 de juliol de 1986) és un actor i arquitecte estatunidenc. És conegut per interpretar David Kane / Black Manta a la pel·lícula de l'univers estès de DC Aquaman (2018) i Cal Abar a la sèrie limitada d'HBO Watchmen (2019). Per aquest darrer paper va guanyar el premi Primetime Emmy al millor actor en minisèrie o telefilm.
Després d'aparèixer a la sèrie dramàtica de musical The Get Down (2016–2017), Abdul-Mateen va aparèixer en múltiples pel·lícules com ara Baywatch (2017), The Greatest Showman (2017) i Us (2019).

## Infantesa i formació
Abdul-Mateen va néixer a Nova Orleans (Louisiana), fill de pare musulmà, Yahya Abdul-Mateen I, i mare cristiana, Mary. Va passar la infantesa a Magnolia Projects de Nova Orleans, abans de traslladar-se a Oakland (Califòrnia), on va anar a l'institut.
Es va graduar de la Universitat de Califòrnia a Berkeley amb un grau en arquitectura i va ser urbanista a San Francisco. Mentre era a Berkeley es va fer membre de la fraternitat Alpha Phi Alpha i va competir a cursa amb tanques pels California Golden Bears. Va dir que sempre havia volgut ser actor, i després va acabar obtenint un Master of Fine Arts de la Yale School of Drama i treballant com a actor de teatre.

## Carrera
El 2016, Abdul-Mateen va començar la seva carrera com a actor a la sèrie de drama musical de Baz Luhrmann The Get Down, que es va estrenar a Netflix. El seu personatge Clarence "Cadillac" Caldwell és un príncep del món de la discoteca. Va ser elogiat per la seva actuació.
El 2017, Abdul-Mateen va aparèixer a la pel·lícula dramàtica de Shawn Christensen The Vanishing of Sidney Hall, en el paper de Duane. Es va estrenar al Festival de Cinema de Sundance de 2017.
Abdul-Mateen va interpretar un oficial de policia, Garner Ellerbee, a la pel·lícula d'acció Baywatch juntament amb Dwayne Johnson i Zac Efron dirigida per Seth Gordon. Es va estrenar el 25 de maig de 2017. També va interpretar WD Wheeler, una company acròbata intel·ligent, a la pel·lícula musical The Greatest Showman (2017), amb Efron, així com Hugh Jackman, Michelle Williams i Zendaya, sobre el showman americà P. T. Barnum.
El 2018, va protagonitzar la pel·lícula dramàtica de viatge per carretera Boundaries, juntament amb Vera Farmiga i Christopher Plummer, dirigida i escrita per Shana Feste; i va interpretar l'antagonista de DC Comics Black Manta a la pel·lícula Aquaman, que va començar a rodar el maig de 2017 a Austràlia. El 2018, Abdul-Mateen va ser seleccionar per a la pel·lícula de terror Us, dirigida per Jordan Peele, que es va estrenar el març de 2019.
El febrer de 2019 es va confirmar que Abdul-Mateen estava en converses per protagonitzar la producció de Jordan Peele Candyman com a protagonista, amb la direcció de Nia DaCosta. Se'n va publicar tràiler el 27 de febrer de 2020 i està previst que s'estreni el 2021.
El març de 2019 es va anunciar que Abdul-Mateen va ser triat en la cinquena temporada de la sèrie de ciència-ficció de Netflix Black Mirror. Aquell mateix any va fer de Cal Abar, conegut com a Doctor Manhattan, a la minisèrie dramàtica de superherois d'HBO Watchmen. Per aquest paper va rebre el seu primer premi Emmy al millor actor en minisèrie o telefilm el setembre de 2020.
Abdul-Mateen va interpretar Morpheus (una versió alternativa del personatge) a la pel·lícula The Matrix Resurrections.

## Filmografia

### Pel·lícules
| Any  | Títol                        | Paper                    | Notes                           |
| ---- | ---------------------------- | ------------------------ | ------------------------------- |
| 2012 | Crescendo                    | Yahya                    | Curtmetratge, també coproductor |
| 2017 | The Vanishing of Sidney Hall | Duane Jones              |                                 |
| 2017 | Baywatch                     | Sergent Garner Ellerbee  |                                 |
| 2017 | The Greatest Showman         | W. D. Wheeler            |                                 |
| 2018 | First Match                  | Darrel                   |                                 |
| 2018 | Boundaries                   | Serge                    |                                 |
| 2018 | Aquaman                      | David Kane / Black Manta |                                 |
| 2019 | Us                           | Russel Thomas / Weyland  |                                 |
| 2019 | Sweetness in the Belly       | Aziz                     |                                 |
| 2020 | All Day and a Night          | Big Stunna               |                                 |
| 2020 | The Trial of the Chicago 7   | Bobby Seale              |                                 |
| 2021 | Candyman                     | Anthony McCoy / Candyman |                                 |
| 2021 | The Matrix Resurrections     | Morpheus / Smith         |                                 |
| 2022 | Ambulance                    | Will Sharp               |                                 |
| 2023 | Aquaman and the Lost Kingdom | David Kane / Black Manta |                                 |

### Televisió
| Any       | Títol               | Paper                                      | Notes                                                             |
| --------- | ------------------- | ------------------------------------------ | ----------------------------------------------------------------- |
| 2016–2017 | The Get Down        | Clarence "Cadillac" Caldwell               | 11 episodis                                                       |
| 2018      | The Handmaid's Tale | Omar                                       | Episodi: "Baggage"                                                |
| 2019      | Black Mirror        | Karl                                       | Episodi: "Striking Vipers"                                        |
| 2019      | Watchmen            | Cal Abar / Jon Osterman / Doctor Manhattan | 8 episodis Primetime Emmy al millor actor en minisèrie o telefilm |